# 托马什·卡普斯塔
托马什·卡普斯塔（捷克語：Tomáš Kapusta，1967年2月23日—），生于兹林，捷克男子冰球运动员。他曾代表捷克国家队参加1994年冬季奥林匹克运动会冰球比赛，获得第五名。